# Довірче товариство
Довірче товариство — товариство з додатковою відповідальністю, яке здійснює представницьку діяльність згідно з договором, укладеним довірителями майна щодо реалізації їхніх прав власників. Майном довірителя є кошти, цінні папери та документи, які засвідчують право власності довірителя.